# 1877年3月15日日食
1877年3月15日日食为一次在协调世界时1877年3月15日出現的日偏食。該次日食食分為0.2917。

## 概述
這次日食的食分是0.2917。

## 基本參數
- 類型：日偏食
- 食甚資料：
  - 日期：1877年3月15日
  - 時間：2時38分9秒
  - 地點：61N 57E
  - 食分：0.2917

## 外部連結
- NASA日食專頁（页面存档备份，存于）（英文）